# Thaurorod
Thaurorod (sindarin ‚Böser Berg‘ oder genauer ‚Der Berg des Schreckens‘) ist eine Symphonic-Metal-Band aus Hyvinkää, Finnland, die im Jahr 2002 gegründet wurde. Ihre Lieder handeln oft von Emotionen, dem Krieg und der griechischen Mythologie (wie in Scion of Stars und Guide for the Blind). Im Jahr 2010 war Thaurorod zusammen mit Sabaton und Alestorm auf Welttournee, im Jahr 2011 zusammen mit Symphony X, Nevermore und Psychotic Waltz.

## Diskografie

### EPs
- 2005: Thaurorod (CD; Eigenvertrieb)
- 2006: Tales of the End (CD; Eigenvertrieb)
- 2007: Morning Lake (CD; Eigenvertrieb)

### Alben
- 2010: Upon Haunted Battlefields (CD/2xLP; NoiseArt Records)
- 2013: Anteinferno (CD; NoiseArt Records)
- 2018: Coast of Gold (CD; Drakkar Entertainment / Soulfood)